# Satisfaction (film)
Pour les articles homonymes, voir Satisfaction (homonymie).
Pour plus de détails, voir Fiche technique et Distribution.
Satisfaction est un film américain réalisé par Joan Freeman, sorti en 1988.

## Synopsis
Jennie Lee est la leader d'un groupe de rock féminin à Baltimore. Durant l'été, elle doit jongler entre ses concerts et les hommes.

## Fiche technique
- Titre : Satisfaction
- Autre titre : Girls of Summer
- Réalisation : Joan Freeman
- Scénario : Charles Purpura et Chris Maes
- Musique : Michel Colombier
- Photographie : Thomas Del Ruth
- Montage : Joel Goodman
- Production : Alan Greisman et Aaron Spelling
- Société de production : NBC et 20th Century Fox
- Société de distribution : 20th Century Fox (États-Unis)
- Pays :  États-Unis
- Genre : Comédie dramatique, romance et film musical
- Durée : 92 minutes
- Dates de sortie : 
  -  États-Unis : 12 février 1988

## Distribution
- Justine Bateman : Jennie Lee
- Liam Neeson : Martin Falcon
- Trini Alvarado : Mooch
- Scott Coffey : Nickie
- Britta Phillips : Billy
- Julia Roberts : Daryle
- Debbie Harry : Tina
- Chris Nash : Frankie
- Michael DeLorenzo : Bunny Slotz
- Tom O'Brien : Hubba
- Kevin Haley : Josh
- Peter Craig : Mig
- Steve Cropper : Sal
- Sheryl Ann Martin : la petite amie de Bunny

## Accueil
Le film a reçu un accueil mitigé de la critique. Il obtient un score moyen de 44 % sur Metacritic.